# Волиця (Рівненський район)
Воли́ця — село в Україні, у Рівненському районі Рівненської області. Населення становить 211 осіб. Навчальний заклад — молодша школа. У селі є клуб.

## Символіка
Символи затверджені 28 листопада 2024 року рішенням Костопільської міської ради. Автори – А. Гречило та Ю. Терлецький. 
Сокіл як вільний птах уособлює волю і вказує таким чином на назву села (герб є напівпромовистим). Серпи означають історію цього поселення, яке виникло як хутір біля Жалина та носило довший час назву Вулька-Жалинська. Зелене поле символізує багаті природні ресурси. Щит увінчано золотою сільською короною з колосків, що вказує на статус села.

### Герб
На зеленому вістрі летить золотий сокіл, обабіч у золотих полях - по синьому серпу, червоним руків’ям вгору.

### Прапор
Квадратне полотнище, з нижніх кутів до середини верхнього краю йде зелений клин, на якому до древка летить жовтий сокіл, обабіч на жовтих полях - по синьому серпу, червоним руків’ям вгору.

## Історія
Перша письменна згадка  зафіксована в 1620 р. Станом на 1890 р. село носило назву Вулька-Жалинська. У 1906 році входило до Стидинської волості Рівненського повіту Волинської губернії.

## Географія
Селом пролягає автошлях Т 1817.